# Richard O'Brien
Richard Timothy Smith (nascido em 25 março de 1942), mais conhecido por seu nome artístico de Richard O'Brien, é um escritor neozelandês, ator, apresentador de televisão e ator de teatro. Ele é talvez melhor conhecido por ter escrito o culto musical The Rocky Horror Show e por seu papel na apresentação da TV popular programa The Crystal Maze. Além de escrever The Rocky Horror Show, O'Brien também co-escreveu o roteiro da adaptação para o cinema 1975, e apareceu no filme a si mesmo como o personagem Riff Raff. Ele é também a voz de Lawrence Fletcher em Phineas e Ferb.